# 전양자
전양자(한국 한자: 全洋子, 본명: 김경숙, 한국 한자: 金敬淑, 1942년 2월 20일 ~ )는 대한민국의 배우이자 기업가이다.

## 생애
1962년 연극배우로 첫 데뷔하였으며 1965년 TBC 동양방송 공채 탤런트 2기로 정식 입문하였다. 
공채 탤런트 동기로는 서우림 등이 있다. 이듬해 1966년에는 이강천 감독의 영화 《계룡산》으로 영화배우 데뷔하였고, 깜찍한 여대생 이미지로 1960년대 말 많은 영화에 출연하였다.
이후 KBS, MBC로 옮겨 전속탤런트로 활약하였으며 '극단 광장'의 일원으로 연극무대에서도 활발히 활동하였다. 
1973년 KBS PD 박재민과 결혼하였으나, 이듬해인 1974년 9월 합의이혼 하였다.
1991년 오대양 집단 자살 사건으로 사회적 물의를 빚은 종교인 기독교복음침례회(일명 구원파)의 핵심 연예인 신도로 지목되어 고초를 겪었다.
이 여파로 출연하고 있던 KBS 1TV 청소년 드라마 《맥랑시대》에서 하차하고 일체의 TV 활동을 중단한 적이 있다.

## 학력
- 1960년 진명여자고등학교 (졸업)
- 1963년 서라벌예술초급대학 무용과 전문학사 (졸업)
- 1966년 한국연극아카데미 연기과 전문학사 (졸업)

## 결혼
1973년 프로듀서였던 전 남편과 이혼한 후 2009년 현재 남편 권오균과 재혼했다. 
권오균은 구원파 창시자인 권신찬의 둘째 아들이자 유병언의 처남이다.

## 기타
2014년 세월호 참사 이후 유병언 일가를 압수수색하는 과정에서 전양자가 유병언 일가의 핵심참모 중 한명인 김경숙이라는 사실이 밝혀졌다. 
전양자는 기독교복음침례회의 신도로서 영상 제작 업체인 ㈜국제영상 대표, 소매 업종의 ㈜노른자쇼핑 공동대표, ㈜청해진해운의 지주회사로 경영자문회사인 ㈜아이원아이홀딩스 이사직을 맡고 있다. 
또한 창고업으로 등록되어 기독교복음침례회의 수련시설로 사용되던 ㈜ 금수원의 공동 대표이사로 있다. 
이후 재직 중인 기업의 비자금 조성, 횡령, 배임, 탈세 혐의로 검찰 조사를 받기 시작했으며 촬영중이던 드라마 《빛나는 로맨스》에서 하차하게 되어 그것이 그의 마지막 출연 작품이 되었다. 
세모그룹 비리 연루 탓인지 현재는 모든 방송 채널 출연금지 명단에 오르게 되어 사실상 방송계에서 영구제명을 당한 상태다.

## 출연 작품

### 드라마
- 1970년 KBS 실화극장 《악마의 손》
- 1970년 MBC 목요연속극 《두 얼굴》
- 1971년 MBC 일일연속극 《행복》 ... 남순 역
- 1972년 KBS 주간연속극 《채봉감별곡》 ... 채봉 역
- 1972년 KBS 실화극장 《야간비행》 ... 김정미 역
- 1972년 MBC 일일연속극 《새엄마》
- 1972년 KBS 주간연속극 《진사의 딸》
- 1974년 TBC 주간드라마 《여보 정선달》
- 1974년 MBC 일일연속극 《황녀》 ... 이문용 역
- 1974년 KBS 일일연속극 《꽃피는 팔도강산》
- 1974년 KBS 일일사극 《삼국통일》
- 1975년 MBC 일일연속극 《집념》 ... 초연 역
- 1976년 KBS 일일연속극 《박달선생》
- 1977년 MBC 일요연속극 《아내》 ... 인숙 역
- 1979년 MBC 추석특집극 《먼길도 아닌데》
- 1979년 MBC 일일연속극 《당신은 누구시길래》 ... 소영 역
- 1981년 MBC 대하드라마 《제1공화국》 ... 박순천 역
- 1981년 MBC 주말연속극 《성난 눈동자》
- 1982년 MBC 주말연속극 《못 잊어》
- 1983년 MBC 월화드라마 《거부실록 - 무역왕 최봉준》
- 1983년 KBS1 아침드라마 《큰딸》
- 1983년 MBC 주말연속극 《저 별은 나의 별》
- 1984년 MBC 일일연속극 《애처일기》
- 1985년 MBC 주말연속극 《아무렴 그렇지 그렇고 말고》
- 1985년 MBC 주말연속극 《남자의 계절》 ... 이복례 역
- 1987년 KBS2 주간연속극 《함 사세요》
- 1988년 KBS1 대하드라마 《하늘아 하늘아》 ... 영빈 이씨 역
- 1989년 MBC 8·15 특집드라마 《님》
- 1989년 KBS2 주말연속극 《달빛가족》 ... 서주옥 역
- 1991년 KBS2 미니시리즈 《가을꽃 겨울나무》
- 1991년 KBS2 아침드라마 《하늬바람》
- 1991년 KBS2 미니시리즈 《도둑의 아내》
- 1991년 KBS1 청소년드라마 《맥랑시대》
- 1992년 SBS 월화드라마 《금잔화》
- 1992년 SBS 월화드라마 《비련초》
- 1993년 SBS 주말극장 《산다는 것은》 ... 장 여사 역
- 1994년 KBS2 주말연속극 《딸부잣집》 ... 송 여사 역
- 1994년 KBS1 추석특집극 《춘향전》 ... 월매 역
- 1995년 KBS2 미니시리즈 《가면 속의 천사》
- 1996년 MBC 일일연속극 《자반고등어》
- 1996년 KBS2 주말연속극 《첫사랑》 ... 대명그룹 전미자 회장 역
- 1997년 SBS 일일시트콤 《미스 & 미스터》
- 1997년 SBS 주간시트콤 《LA아리랑》
- 1998년 KBS2 일요아침드라마 《행복한 아침》
- 1998년 KBS2 미니시리즈 《킬리만자로의 표범》
- 1998년 KBS2 아침드라마 《결혼 7년》
- 1998년 MBC 청춘시트콤 《남자 셋 여자 셋》 ... 전양자 역
- 2001년 KBS1 TV소설 《매화연가》 ... 분임 역
- 2002년 KBS2 아침드라마 《색소폰과 찹쌀떡》 ... 이용자 역
- 2002년 MBC 단막극 《MBC 베스트극장 - 모자사기단 운수 좋은 날》 ... 숙현 역
- 2003년 SBS 주말극장 《애정만세》 ... 홍난영 역
- 2004년 KBS1 TV소설 《그대는 별》 ... 정연숙 역
- 2004년 KBS2 한중 합작 드라마 《북경 내 사랑》 ... 전 사장 역
- 2005년 KBS1 일일연속극 《어여쁜 당신》 ... 김 여사 역
- 2008년 KBS2 주말연속극 《엄마가 뿔났다》 ... 안영숙 역
- 2009년 KBS2 아침드라마 《장화, 홍련》 ... 변 여사 역
- 2009년 KBS2 월화드라마 《결혼 못하는 남자》 ... 강혜자 역
- 2010년 SBS 일일드라마 《호박꽃 순정》 ... 황경옥 역
- 2012년 tvN 미니시리즈 《아이 러브 이태리》 ... 백수복 역
- 2012년 JTBC 주말연속극 《무자식 상팔자》 ... 신영자 역
- 2013년 SBS 드라마 스페셜 《주군의 태양》 ... 왕 회장 역
- 2013년 MBC 일일연속극 《빛나는 로맨스》 ... 윤복심 역 (중도 하차)

### 영화
- 1966년 《계룡산》
- 1966년 《종점》
- 1966년 《하숙생》
- 1966년 《백발백중》
- 1967년 《가슴 아프게》
- 1967년 《돌지 않는 풍차》
- 1967년 《빙우》
- 1967년 《타인들》
- 1967년 《원죄》
- 1967년 《새벽길》
- 1967년 《나그네 임금》
- 1967년 《개살국도 살구냐》
- 1967년 《사랑은 파도를 타고》
- 1967년 《육체의 길》
- 1967년 《일본천황과 폭탄의사》
- 1967년 《해방동이》
- 1968년 《어머니는 강하다》
- 1968년 《엄마의 일기》
- 1968년 《폭풍의 사나이》
- 1968년 《여고동창생》
- 1968년 《정 두고 가지마》
- 1968년 《멋쟁이 아가씨들》
- 1968년 《팔도 기생》
- 1968년 《번지수가 틀렸네요》
- 1968년 《직녀성》
- 1969년 《눈 나리는 밤》
- 1969년 《마인》
- 1969년 《사랑은 가고 세월만 남아》
- 1969년 《신세 좀 지자구요》
- 1969년 《애수의 언덕》
- 1969년 《어느 지붕 밑에서》
- 1969년 《재생》
- 1969년 《젊은 여인들》
- 1969년 《팔도 사나이》
- 1969년 《세월이 흘러가면》
- 1969년 《석녀》
- 1969년 《피도 눈물도 없다》
- 1970년 《당신을 알고 나서》
- 1970년 《황금의 부루스》
- 1970년 《7인의 숙녀》
- 1970년 《욕망의 사나이》
- 1971년 《나를 버리시나이까》
- 1971년 《아마도 빗물이겠지》
- 1971년 《인생 유학생》
- 1971년 《장군의 딸들》
- 1971년 《아내여 미안하다》
- 1972년 《낙도의 무지개》
- 1972년 《밀녀》
- 1972년 《궁녀》
- 1976년 《혈육애》
- 1977년 《아무도 모를꺼야》
- 1978년 《이한몸 다바쳐》
- 1979년 《비목》
- 1980년 《우요일》
- 1980년 《그때 그사람》
- 1981년 《귀화산장》 ... 한민우의 아내 역
- 1981년 《난장이가 쏘아올린 작은 공》 ... 어머니 역
- 1981년 《자유부인》 ... 미연 역
- 1981년 《새아씨》
- 1981년 《0번 아가씨》
- 1983년 《큰딸》
- 1984년 《애처일기》
- 1986년 《삼색 스캔들》
- 1987년 《젖은 풀 젖은 잎》
- 1987년 《못 다 부른 노래님》
- 2003년 《스캔들: 조선남녀상열지사》 ... 좌의정 부인 역
- 2006년 《조폭 마누라 3》 ... 기철 모 역
- 2009년 《굿모닝 프레지던트》
- 2011년 《로맨틱 헤븐》 ... 할머니 역

### 연극
- 1968년 《고초열》
- 1971년 《카라마조프의 형제들》
- 1972년 《학마을 사람들》
- 1972년 《수전노》
- 1973년 《군도》
- 1974년 《무녀도》 ... 모화 역
- 1976년 《전쟁과 평화》
- 1977년 《화조》 ... 나혜석 역
- 1978년 《제인 에어》

### 악극
- 2003년 ~ 2005년 《악극 아씨》

## CF
- 1984년 사조오양 오양맛살 (Feat. 오지명)
- 1984년 ~ 1989년 동아제약 미니막스
- 1985년 SC존슨 에프킬라 (Feat. 임하룡)
- 1985년 ~ 1986년 백광화학 (화이트, 트래펑, 크렌저)
- 1986년 CJ제일제당 백설표 조미료 2.5 / 8% (With. 김수미, 김혜자)
- 1986년 LG하우시스 민속장판 (Feat. 김수미)
- 1989년 ~ 1990년 한독 오스칼
- 1990년 ~ 1991년 진주햄 브라운 서브

## 방송
- 1986년 ~ 1988년 MBC 《전양자의 오늘의 요리》 ... MC

## 수상
- 1969년 제5회 백상예술대상 영화부문 신인상
- 1972년 제7회 영화예술상 여우조연상[8] 《밀녀》
- 1972년 제7회 백마상 여자인기탈렌트상[9]
- 1973년 제9회 백상예술대상 연극부문 여자연기상 《수전노》
- 1974년 제10회 백상예술대상 연극부문 애독자인기상
- 1974년 MBC 연기대상 인기상
- 1975년 한국일보 인기상
- 1975년 백상예술대상 인기상